# تفنگدار (فیلم ۱۹۵۰)
تفنگدار (به انگلیسی: The Gunfighter) یک فیلم وسترن آمریکایی به کارگردانی هنری کینگ در سال ۱۹۵۰ است.